# Amelinghausen
Amelinghausen település Németországban, azon belül Alsó-Szászország tartományban. Lakosainak száma 4153 fő (2023. december 31.). Amelinghausen Betzendorf és Rehlingen községekkel határos.

## Népesség
A település népességének változása:
| Lakosok száma | 4041 | 4011 | 4004 | 4030 | 3994 | 4118 | 4153 |
|               | 2014 | 2016 | 2017 | 2019 | 2021 | 2022 | 2023 |